# Pánico de 1796-97
El pánico de 1796–1797 fue una serie de caídas en los mercados crediticios tanto en Gran Bretaña, como en los recientemente formados Estados Unidos en 1796, lo cual condujo a desacelerarciones comerciales más amplias.  En los EE. UU., los problemas surgieron por primera vez cuando estalló una burbuja de especulación de tierras en 1796.  La crisis se profundizó cuando el Banco de Inglaterra suspendió los pagos en especie el 25 de febrero de 1797, bajo la Ley de Restricción Bancaria de 1797.  Los directores del Banco temían la insolvencia cuando los titulares de cuentas ingleses, que estaban nerviosos por una posible invasión francesa, comenzaron a retirar sus depósitos en libras esterlinas en lugar de billetes de banco.  En combinación con el colapso de la burbuja especulativa del mercado inmobiliario estadounidense, la acción del Banco de Inglaterra tuvo repercusiones deflacionarias en los mercados financieros y comerciales de la costa de los Estados Unidos y el Caribe, a principios del siglo XIX.
Los escándalos asociados con estos y otros incidentes llevaron al Congreso de los Estados Unidos a aprobar la Ley de Bancarrotas de 1800, inspirada en la práctica del inglés, que limitaba la solicitud de ayuda a un acreedor para comerciantes, banqueros y corredores. Tenía un ocaso de cinco años, pero fue derogada después de tres años.

## Trasfondo
La inestabilidad frecuente caracterizó la economía de los Estados Unidos durante las décadas de 1780 y 1790. La inflación desenfrenada de la moneda Continental durante la Guerra Revolucionaria dio lugar a la frase “no vale un continental.” Al carecer de una moneda estable, los bancos emitieron sus propios billetes, y los pedidos de un crédito público más fuerte llevaron al establecimiento bajo los Artículos de la Confederación del Banco de América del Norte en 1781. Después de la adopción de la Constitución, el Primer Banco de los Estados Unidos tuvo éxito como banco central de facto. Sin embargo, persistió la preocupación por la solidez del crédito público, ya que los billetes inestables seguían siendo un medio de cambio.
Durante este tiempo, la especulación fue la inversión preferida, lo que llevó al Pánico de 1792. El ex congresista Continental, William Duer, recaudó grandes sumas de dinero para invertir en acciones bancarias y valores gubernamentales, activos novedosos y financieramente sofisticados cuyos riesgos muchos contemporáneos no comprendieron. Duer pronto incumplió con sus deudas, destruyendo los ahorros de muchas personas de clase media y trabajadora. El pánico resultante provocó disturbios y reavivó el debate en el Congreso sobre una ley de quiebras que finalmente produciría la Ley de Quiebras de 1800, después del Pánico de 1796-1797.
Duer y otros destacados financistas buscaron recuperar sus fortunas incitando a la especulación de la tierra, siendo este un viejo concepto aplicado también a una escala sin precedentes. Esto preparó el escenario para la burbuja que estalló conocida como el Pánico de 1797.

## Causas

### Especulación de tierra en los EE. UU.
La causa inmediata del Pánico de 1796-1797 fue una serie de planes de especulación de tierras en los incipientes Estados Unidos, que emitieron papel comercial respaldado por reclamos de tierras occidentales. El mayor plan de este tipo fue creado por el comerciante de Boston, James Greenleaf; y los financierons de Filadelfia, Robert Morris y John Nicholson. La nueva capital federal en construcción, Washington D. C., requirió inversión privada para su desarrollo. A fines de 1793, una sociedad de los tres especuladores había adquirido el 40 por ciento de los lotes de construcción en la nueva capital. Greenleaf planeaba financiar estas compras con préstamos de bancos holandeses, pero la invasión francesa de los Países Bajos lo impidió. A falta de fondos, los tres especuladores formaron la Compañía de Tierra norteamericana en 1795, para así consolidar sus tenencias de tierras de especulaciones anteriores. Planearon, una vez más, vender acciones de esta empresa a inversores europeos.
Sin embargo, las ventas rápidas no se materializaron, ya que los inversosres europeos se mostraron cautelosos con los planes de tierras estadounidenses. Los títulos poco claros y la mala calidad de gran parte de la tierra de la empresa frenaron aún más las ventas. Luego, Morris y Nicholson comenzaron a financiar sus compras, emitiendo sus propios pagarés privadas, que los acreedores aceptaron fácilmente, debido a la inmensa estatura financiera de Morris. Estos billetes se convirtieron por sí mismos en objeto de especulación, depreciándose rápidamente como medio de intercambio.
Entretanto, la guerra continua en Europa restringió el crédito, exponiendo la precariedad del esquema de la North American Land Company y otros similares. El fracaso comercial desenfrenado plagó las ciudades portuarias del este a fines de 1796, y los especuladores de tierras menos prominentes que Morris pronto se encontraron en la prisión de deudores. Entre estos, se encontraba James Wilson, cuyo confinamiento, combinado con los rumores del encarcelamiento de Morris, causó pánico. Las notas de Morris y Nicholson, que ahora totalizaban $10,000,000, comenzaron a cotizar a solo un octavo de su valor. Para 1797, su pirámide de papel se derrumbó por completo.

### Ley de Restricción del Banco británico de 1797
Al otro lado del Atlántico, la legislación británica exacerbó el daño causado por la explosión de la burbuja de la especulación de tierras. La tensión monetaria impuesta por las guerras napoleónicas y los retiros de depositantes aterrorizados habían agotado, en gran medida, las reservas de monedas y lingotes del Banco de Inglaterra. Esto llevó al Parlamento a aprobar la Ley de restricción bancaria de 1797, la cual detuvo los pagos en especie. La interrupción del acceso al oro y a la plata británicos, junto con la incapacidad de los financieros en los Estados Unidos para acceder con éxito a los mercados continentales de especies, deshizo la red crediticia del Atlántico, acelerando el colapso de Morris y otros esquemas de especulación.

## Derrumbamiento en los EE. UU.
Por 1800, la crisis había provocado el colapso de muchas firmas comerciales prominentes en Boston, Nueva York, Filadelfia, y Baltimore, y el encarcelamiento de muchos deudores americanos. Entre estos últimos, se incluía al afamado financista de la revolución, Robert Morris, y a su socio James Greenleaf, que habían invertido en tierras rurales. El juez asociado de la Corte Suprema de Estados Unidos, James Wilson, se vio obligado a pasar el resto de su vida literalmente huyendo de los acreedores, hasta que murió en la casa de un amigo en Edenton, Carolina del Norte. El abuelo de la Unión de guerra civil americana, el general George Gordon Meade, fue arruinado por inversiones en acuerdos de tierras occidentales, y murió en bancarrota debido al pánico. La fortuna de Henry Lee III, padre del general confederado Robert E. Lee, se redujo por las especulaciones con Robert Morris. 

### Consecuencias
El pánico provocó una recesión comercial pronunciada en las ciudades portuarias estadounidenses que no cedió hasta después de 1800. Los inversores en planes de tierras no sufrieron solos. Los comerciantes, artesanos, y trabajadores asalariados, todos los cuales dependían de la continuidad del comercio exterior, sintieron el impacto cuando los negocios fracasaron entre 1796 y 1799. Sin embargo, el pánico no afectó de manera uniforme a toda la economía. Las ciudades portuarias a lo largo de la costa este sufrieron mucho peor que el interior rural, que aún no había desarrollado las intrincadas redes de crédito e intercambio de mercado que los arrastrarían a futuros pánicos y depresiones.
El pánico también reveló la interconexión económica de la joven república con Europa. A pesar de, y quizás validando, las advertencias proféticas sobre los peligros de los enredos extranjeros expuestas en el Discurso de despedida de George Washington, el pánico demostró que la naciente economía estadounidense estaría sujeta a ondas de turbulencia política en el continente europeo, un efecto impulsó a Thomas Jefferson para firmar la Ley de Embargo de 1807.
Finalmente, el encarcelamiento por endeudamiento de estadistas estadounidenses prominentes como James Wilson y Robert Morris obligó al Congreso a aprobar la Ley de Bancarrotas de 1800, estableciendo así un marco para que los acreedores y deudores cooperen para llegar a un acuerdo. Aun así, los críticos argumentaron que la ley fomentaba inversiones arriesgadas al reducir el costo del fracaso, impidieron su renovación en 1803. La ley representó un paso en la tradición legal estadounidense contra el encarcelamiento de deudores.

## Lectura póstuma
- Chew, Richard S. (2005). «Certain Victims of an International Contagion: The Panic of 1797 and the Hard Times of the Late 1790s in Baltimore». Journal of the Early Republic 25 (4): 565-613. doi:10.1353/jer.2005.0069.
- Wheelock, David C.; Bordo, Michael D. (1 de septiembre de 1998). «Price stability and financial stability: the historical record.». Federal Reserve Bank of St. Louis Review 80 (5): 41.
- «A Brief History of Bankruptcy». Law Offices of Amy E. Clark Kleinpeter. Archivado desde el original el 19 de noviembre de 2008.
- Kynaston, David (2017). Till Time's Last Sand: A History of the Bank of England, 1694–2013. New York: Bloomsbury. pp. 79-82. ISBN 978-1408868560.
- Mann, Bruce H. (2002). Republic of Debtors: Bankruptcy in the Age of American Independence. Cambridge, Massachusetts: Harvard University Press. pp. 173–205.

1. ↑  «Republic of Debtors: Bankruptcy in the Age of American Independence». EH.net. 22 de febrero de 2004. Archivado desde el original el 9 de septiembre de 2011. Consultado el 3 de octubre de 2011.
2. ↑  Mann, Bruce H. (2002). Republic of Debtors: Bankruptcy in the Age of American Independence. Cambridge, Massachusetts: Harvard University Press. p. 173.
3. ↑  Kaplan, Edward S. (1999). The Bank of the United States and the American Economy. Westport, CT: Greenwood Press. pp. 1–3, 10–14.
4. ↑  Mann, 2002, p. 191–196
5. ↑  Mann, 2002, p. 198
6. ↑  Mann, 2002, pp. 199–200
7. ↑  Mann, 2002, p. 201
8. ↑  Mann, 2002, pp. 202–203
9. ↑  Chew, Richard S. (2005). «Certain Victims of an International Contagion: The Panic of 1797 and the Hard Times of the Late 1790s in Baltimore». Journal of the Early Republic 25 (4): 567. doi:10.1353/jer.2005.0069.
10. ↑  Norton, Edward (1873). National Finance and Currency. London, England: Longmans, Green, and Company. pp. 13-15.
11. ↑  Chew, 2005, p. 567
12. ↑  Paul Schneider (1998). The Adirondacks: A History of America's First Wilderness. Macmillan. p. 92. ISBN 0-8050-5990-3.
13. ↑  Marian S. Henry. «The Brown Tract». New England Historic Genealogical Society. Archivado desde el original el 11 de octubre de 2008. Consultado el 2 de octubre de 2020.
14. ↑  Jean Edward Smith (1998). John Marshall: Definer of a Nation. Macmillan. p. 599. ISBN 0-8050-5510-X.
15. ↑  Edward Digby Baltzell (1989). Philadelphia Gentlemen: The Making of a National Upper Class. Transaction Publishers. p. 142. ISBN 0-88738-789-6.
16. ↑  Chew, 2005, p. 567–570
17. ↑  Washington, George. «Washington's Farewell Address 1796». The Avalon Project. Consultado el 23 de marzo de 2013.
18. ↑  Kaplan, Lawrence S. (1957). «Jefferson, The Napoleonic Wars, and the Balance of Power». The William and Mary Quarterly. 3 14 (2): 196-198. doi:10.2307/1922110.
19. ↑  Mann, 2002, pp. 254–255

- Datos: Q11802661